# Championnat de Saint-Marin de football 1985-1986
Navigation
Saison suivante

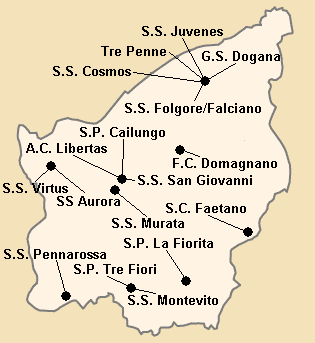
Localisation des clubs engagés dans le championnat.

La saison 1985-1986 de Serie A1 était la première édition de la première division saint-marinoise.
Les dix-sept clubs saint-marinois inscrits se sont affrontés lors d'un championnat opposant chaque club à tous ses adversaires lors d'une seule série de matchs.
Les neuf premiers sont restés en Serie A1 et les huit derniers ont été relégués en Serie A2.
C'est le SC Faetano qui a été sacré premier champion de Saint-Marin.

## Les 17 clubs participants
| Club                | Ville          |
| ------------------- | -------------- |
| GS Dogana           | Serravalle     |
| SC Faetano          | Faetano        |
| SP Cailungo         | Borgo Maggiore |
| SP Cosmos           | Serravalle     |
| SP Domagnano        | Domagnano      |
| SP La Fiorita       | Montegiardino  |
| SP Libertas         | Borgo Maggiore |
| SP Tre Fiori        | Fiorentino     |
| SP Tre Penne        | Serravalle     |
| SS Aurora (it)      | Aquaviva       |
| SS Folgore/Falciano | Serravalle     |
| SS Juvenes          | Serravalle     |
| SS Montevito        | Fiorentino     |
| SS Murata           | Saint-Marin    |
| SS Pennarossa       | Chiesanuova    |
| SS San Giovanni     | Borgo Maggiore |
| SS Virtus           | Acquaviva      |

En raison du peu de nombre de stades se trouvant sur le territoire de Saint-Marin, les matchs sont joués par tirage au sort sur un des six stades suivants :
- Stadio Olimpico (Serravalle)
- Campo di Fiorentino (Fiorentino)
- Campo di Acquaviva (Chiesanuova)
- Campo di Dogana (Serravalle)
- Campo Fonte dell'Ovo (Domagnano)
- Campo di Serravalle (Serravalle)

## Compétition

### Classement
| Rang | Équipe              | Pts | J  | G  | N | P  | Bp | Bc | Diff |
| ---- | ------------------- | --- | -- | -- | - | -- | -- | -- | ---- |
| 1    | SC Faetano          | 26  | 16 | 10 | 6 | 0  | 48 | 15 | +33  |
| 2    | SS San Giovanni     | 25  | 16 | 10 | 5 | 1  | 20 | 5  | +15  |
| 3    | SP La Fiorita (C)   | 24  | 16 | 10 | 4 | 2  | 34 | 9  | +25  |
| 4    | SS Montevito        | 23  | 16 | 10 | 3 | 3  | 27 | 12 | +15  |
| 5    | SP Cailungo         | 19  | 16 | 7  | 5 | 4  | 34 | 22 | +12  |
| 6    | SP Libertas         | 19  | 16 | 5  | 9 | 2  | 20 | 17 | +3   |
| 7    | SP Tre Penne        | 18  | 16 | 7  | 4 | 5  | 20 | 18 | +2   |
| 8    | GS Dogana           | 17  | 16 | 5  | 7 | 4  | 21 | 21 | 0    |
| 9    | SS Murata           | 16  | 16 | 7  | 2 | 7  | 18 | 21 | -3   |
| 10   | SS Folgore/Falciano | 14  | 16 | 4  | 6 | 6  | 20 | 25 | -5   |
| 11   | SP Domagnano        | 14  | 16 | 4  | 6 | 6  | 12 | 19 | -7   |
| 12   | SP Cosmos           | 13  | 16 | 4  | 5 | 7  | 20 | 23 | -3   |
| 13   | SP Tre Fiori        | 13  | 16 | 3  | 7 | 6  | 17 | 21 | -4   |
| 14   | SS Aurora (it)      | 10  | 16 | 2  | 6 | 8  | 20 | 44 | -24  |
| 15   | SS Pennarossa       | 9   | 16 | 2  | 5 | 9  | 10 | 23 | -13  |
| 16   | SS Virtus           | 8   | 16 | 1  | 6 | 9  | 10 | 34 | -24  |
| 17   | SS Juvenes          | 4   | 16 | 0  | 4 | 12 | 13 | 35 | -22  |

|     | Relégué en Serie A2                    |
| (C) | Vainqueur de la Coppa Titano 1985-1986 |

## Bilan de la saison
| Tableau d'Honneur |               |
| Compétition       | Vainqueur     |
| Serie A1          | SC Faetano    |
| Coppa Titano      | SP La Fiorita |

| Promotions et relégations |                   |
| Relégués en Serie A2      | Les huit derniers |
| Promus de Serie A2        | Aucun             |